# کامیل کوپونیک
کامیل کوپونیک (انگلیسی: Kamil Kopúnek؛ زادهٔ ۱۸ مهٔ ۱۹۸۴) یک بازیکن فوتبال اهل اسلواکی است.
وی همچنین در تیم ملی فوتبال اسلواکی بازی کرده‌است.